# 6193 Manabe
6193 Manabe eller 1990 QC1 är en asteroid i huvudbältet som upptäcktes den 18 augusti 1990 av de båda japanska astronomerna Kazuro Watanabe och Kin Endate vid Kitami-observatoriet. Den är uppkallad efter astronomen Ryonosuke Manabe.
Asteroiden har en diameter på ungefär 9 kilometer.